# Diol
Em química, um diol ou glicol é um composto orgânico contendo dois grupos hidroxila (-OH). Exemplos: etileno glicol e propileno glicol.
Podem ser obtidos na reação de hidroxilação de alcenos.